# 교동초등학교 (경기)
교동초등학교는 대한민국 경기도 용인시에 있는 공립 초등학교이다.

## 학교 연혁
- 2002. 01. 14. 교동초등학교 설치(조례 제3163호)
- 2002. 03. 04. 개교 및 시업식(16학급으로 편성)
- 2003. 03. 07. 교동초등학교 병설유치원 개원(조례 제3224호)
- 2014. 03. 01. 제5대 정유현 교장 부임
- 2015. 02. 13. 제13회 졸업식(111명)
- 2015. 03. 01. 일반학급 28학급, 특수학급 1학급, 유치원 1학급 편성

## 참고 자료
- 교동초등학교 - 한국교육학술정보원 학교알리미